# Sfingolipide
De sfingolipiden vormen een groep van lipiden waarvan de vetzuurstaarten een amino-alcoholverbinding bevatten genaamd sfingosine. Sfingolipiden werden in 1870 voor het eerst geïsoleerd uit hersenweefsel en werden vernoemd naar het mythische wezen sfinx vanwege hun mysterieuze eigenschappen. Deze lipiden bevinden zich op in het plasmamembraan in diverse lichaamsweefsels, en hebben een rol celcommunicatie en signaaltransductie. Aandoeningen in de sfingolipidenstofwisseling hebben met name invloed op het zenuwstelsel. 
De verschillende sfingolipiden die in het lichaam voorkomen verschillen in de variabele R-groep. Wanneer de R-groep uit alleen een waterstofatoom bestaat, is het lipide een ceramide. Een ander veel voorkomend sfingolipide is sfingomyeline, waarbij de R-groep uit fosfocholine bestaat. Sfingomyeline is een stof die veel voorkomt in de membranen van myelineschede rond perifere zenuwcellen. Andere R-groepen bevatten verschillende suikermonomeren of dimeren, die respectievelijk cerebrosiden en globosiden zijn. Meer complexe sfingolipiden, die verschillende suikergroepen dragen, zijn bijvoorbeeld gangliosiden.
| Verschillende structuren van sfingolipiden             |
| De afbraak van tyrosine tot acetoazijnzuur en fumaraat |

Vermoed wordt dat sfingolipiden de cel beschermen tegen schadelijke omgevingsfactoren door een mechanisch stabiele en chemisch resistente buitenlaag van de lipide dubbellaag van het plasmamembraan te vormen. Bepaalde complexe glycosfingolipiden bleken betrokken te zijn bij specifieke functies, zoals celherkenning en communicatie. Sfingolipiden worden gesynthetiseerd in een route die begint in het endoplasmatisch reticulum en eindigt in het golgi-apparaat. Transport vindt plaats via blaasjes in het cytosol. Sfingolipiden zijn vrijwel afwezig in mitochondriën en ER-membranen, maar vormen een 20-35 molaire fractie van plasmamembraanlipiden.